# Antrodiella foliaceodentata
Antrodiella foliaceodentata är en svampart som först beskrevs av T. L. Nikolajeva, och fick sitt nu gällande namn av Gilb. & Ryvarden 1993. Antrodiella foliaceodentata ingår i släktet Antrodiella och familjen Phanerochaetaceae.   Inga underarter finns listade i Catalogue of Life.